# Quiina longifolia
Quiina longifolia là một loài thực vật có hoa trong họ Ochnaceae. Loài này được Spruce ex Planch. & Triana miêu tả khoa học đầu tiên năm 1861.